# FM4

Logo rakouské národní rozhlasové stanice FM4

FM4 je rakouská národní rozhlasová stanice, kterou provozuje ORF. Její cílovou skupinou je mladé posluchačstvo a hodně její hudební produkce je charakteristické tendencí k alternativnímu rocku a elektronické hudbě.
Vysílání FM4 je také pozoruhodné pro vysokou úroveň obsahu mluveného slova, z něhož je většina v anglickém jazyce. Dopolední programy, včetně programu zaměřeného na současné události Reality Check and Update, jsou vysílány v angličtině, zatímco odpolední show Connected a Homebase jsou v němčině. Dvakrát denně jsou vysílány také zprávy ve francouzštině.
FM4 byla spuštěna 16. ledna 1995 a původně sdílela frekvence s Blue Danube Radio, stanicí ORF vysílající v angličtině. Byla vytvořena hlavně pro komunitu Spojených národů v UNO-City ve Vídni. Od svého založení v roce 1995 až do 31. ledna 2000 vysílala pouze večer a v noci od 7 hodin večer do 6 hodin ráno. Od 1.2.2000 vysílá své programy 24 hodin denně, 7 dní v týdnu, a do vysílání včleňuje některé programy, které byly původně vysílány na Blue Danube Radio.
Na počátku byla FM4 známá jako undergroundová rozhlasová stanice, ale její celodenní vysílání značně zvýšilo jak její popularitu, tak i počty posluchačů. Sama sebe popisuje jako alternativní střední proud. Nejenže popularita FM4 roste v Rakousku, ale tuto stanici si začíná ladit i mimorakouské posluchačstvo, hlavně pak v německé spolkové zemi Bavorsko. V roce 2005 pořádala FM4 svůj první hudební festival mimo území Rakouska, v Mnichově.
Webové stránky jsou nedílnou součástí konceptu FM4. Vybraní hosté webu jako je Boris Jordan, Johannes Grenzfurthner a Hans Wu zveřejňují zprávy, články a eseje na různá témata.
V roce 2001 se FM4 spojila s promotérem koncertů MusicNet a vytvořili spolu FM4 Frequency Festival. Ten se stal největším alternativním hudebním festivalem v Rakousku, a převážně uvádí umělce a skupiny, které se objevují na playlistu FM4.
26. října 2001 byl zahájen FM4 Soundpark, čímž bylo vytvořeno online prostředí, kam mohou mladí hudebnící zveřejňovat svoje dílo, aby zapůsobili na posluchače FM4.
Programovou ředitelkou FM4 je Monika Eigensperger.

## Vydané tituly
| FM4 vydala 22 kompilací pod svou značkou Sound Selection: - FM4 Sound Selection 1 - FM4 Sound Selection 2 - FM4 Sound Selection 3 - FM4 Sound Selection 4 - FM4 Sound Selection 5 - FM4 Sound Selection 6 - FM4 Sound Selection 7 - FM4 Sound Selection 8 - FM4 Sound Selection 9 (2003) - FM4 Sound Selection 10 (2004) - FM4 Sound Selection 11 (2004) - FM4 Sound Selection 12 (2005) - FM4 Sound Selection 13 (2005) - FM4 Sound Selection 14 (2006) - FM4 Sound Selection 15 (2006) - FM4 Sound Selection 16 (2007) - FM4 Sound Selection 17 (2007) - FM4 Sound Selection 18 (2008) - FM4 Sound Selection 19 (2008) - FM4 Sound Selection 20 (2009) - FM4 Sound Selection 21 (2009) - FM4 Sound Selection 22 (2010) | Další vydané tituly: - Sunny Side Up 1 - Sunny Side Up 2 - Sunny Side Up 3 - Sunny Side Up 4 (2004) - Sunny Side Up 5 (2005) - Sunny Side Up 6 (2006) - Sunny Side Up 7 (2007) - Sunny Side Up 8 (2008) - Sunny Side Up 9 (2009) - Sunny Side Up 10 (2010) DVD - FM4 - The Early Years (2005) - vydáno k oslavám 10. výročí založení FM4 |

## Přijímače rádia
FM4 je možno naladit na většině území Rakouska, dále také v Bavorsku, České republice, Švýcarsku, Itálii, Slovensku, Maďarsku a Slovinsku. V jižním Česku je FM4 nejlépe dostupná na frekvencích (od západu na východ) 104,6 FM Salcburk; 104,0 FM Linz; 101,4 FM Weitra; 98,8 FM St. Pölten, 103,8 FM Wien.
| Hradsko       | Rechnitz - Hirschenstein: 97,4 |
| Korutany      | Klagenfurt - Dobratsch: 102,9 ; Wolfsberg - Koralpe: 102,3 ; Spittal an der Drau - Goldeck: 103,6                                                                                       |
| Dolní Rakousy | St.Pölten - Jauerling: 98,8 ; Semmering - Sonnwendstein: 92,4 ; Weitra - Wachberg: 101,4                                                                                                |
| Horní Rakousy | Linz 1 - Lichtenberg: 104,0 ; Linz 2 - Freinberg: 102,0 ; Bad Ischl - Katrin: 105,1 |
| Salcbursko    | Salcburk - Gaisberg: 104,6 ; Lend - Luxkogel: 97,7 |
| Štýrsko       | Graz - Schöckl: 101,7 ; Schladming - Hauser Kaibling: 103,3 ; Bruck an der Mur - Mugel: 102,1                                                                                           |
| Tyrolsko      | Innsbruck 1 - Patscherkofel: 101,4 ; Innsbruck 2 - Seegrube: 102,5 ; Landeck-Krahberg: 98,4 ; Lienz - Rauchkofel: 101,0 ; Kufstein - Kitzbühler Horn Transmitter\|Kitzbühler Horn: 99,9 |
| Vorarlbersko  | Bregenz - Pfänder: 102,1 ; Feldkirch - Vorderälpele: 102,8 |
| Vídeň         | Wien 1 - Kahlenberg: 103,8 ; Wien 1 - Himmelhof: 91,0 |

| Internet | Satelit |
| FM4 lze naladit celosvětově pomocí Livestreams jako internetové rádio: - oficiální link na přehrávání rádia FM4 (Windows Media Player) | V Evropě lze FM4 naladit přes Astra satelity na at Astra 19.2°E: - Satelit: Astra 1H - Transpondér: 115 - Sestupná frekvence: 12,66275 GHz - Přenosová rychlost (MS/s): 22 - Ochrana proti chybám (FEC): 5/6 - Polarizace: Horizontální |